# Jorge Ebensperger Richter
Jorge Carlos Ebensperger Richter (Lebu, 22 de agosto de 1896-Concepción, 10 de agosto de 1955) fue un agricultor y político chileno de ascendencia alemana, miembro del Partido Agrario. Ejerció como diputado de la República durante la década de 1930.

## Familia y estudios
Nació en Lebu, el 22 de agosto de 1896; hijo de los inmigrantes alemanes Jorge G. Ebensperger Reinert y Guillermina Richter Held. Estudió en el Colegio Alemán en Concepción.
Se dedicó a la agricultura, explotando los fundos "Boldal" y "San Juan" en la comuna de Talcahuano. Fue director de la Sociedad Agrícola del Sur.
Se casó con Ema Cabrera Suárez, con quien tuvo tres hijos: Jorge, Ruby y Army.

## Carrera política
Militante del Partido Agrario, en las elecciones parlamentarias de 1932, fue elegido como diputado por la 18.ª Agrupación Departamental (Arauco y Cañete), por el período legislativo de 1933-1937. Durante su gestión integró la comisión de Hacienda.
Entre otras actividades, fue miembro de la Sociedad Nacional de Agricultura (SNA) y del Club de Concepción.
Falleció en Concepción (Chile), el 10 de agosto de 1955.